# Phloeolister endroedyi
Phloeolister endroedyi är en skalbaggsart som beskrevs av Vienna 1994. Phloeolister endroedyi ingår i släktet Phloeolister och familjen stumpbaggar. Inga underarter finns listade i Catalogue of Life.